# Una O’Connor
Una O’Connor (ur. 23 października 1880, zm. 4 lutego 1959) – irlandzka aktorka sceniczna i filmowa.

## Życiorys
Urodziła się, jako Agnes Teresa McGlade, w Belfaście w katolickiej, irlandzkiej rodzinie. Ukończyła St. Dominic's School. Przybrała nazwisko Una O’Connor, kiedy rozpoczęła pracę aktorki w Abbey Theatre w Dublinie. Przez parę lat występowała na deskach teatrów Irlandii i Anglii. Na dużym ekranie zadebiutowała w 1930 roku. Sukcesy takich filmów jak Morderstwo (Murder!), czy Kawalkada (Cavalcade) z jej udziałem, otworzyły jej drogę do Hollywood. Tam zagrała w wielu produkcjach, z których najbardziej znane są role w takich filmach jak Narzeczona Frankensteina (Bride of Frankenstein), czy Niewidzialny człowiek (The Invisible Man).

## Filmografia
źródło:
- 1930: Dark Red Roses
- 1930: Morderstwo (Murder!)
- 1933: Kawalkada (Cavalcade)
- 1933: Mary Stevens, M. D.
- 1933: Niewidzialny człowiek (The Invisible Man)
- 1934: The Poor Rich
- 1934: Orient Express
- 1934: All Men Are Enemies
- 1934: Stingaree
- 1934: Uwięzieni (Chained)
- 1934: Barretowie z Wimpole Street (The Barretts of Wimpole Street)
- 1934: Father Brown, Detective
- 1935: David Copperfield
- 1935: Narzeczona Frankensteina (Bride of Frankenstein)
- 1935: Potępieniec (The Informer)
- 1935: The Perfect Gentleman
- 1936: Rose Marie
- 1936: Młody lord Fauntleroy (Little Lord Fauntleroy)
- 1936: Suzy
- 1936: Trafalga (Lloyd’s of London)
- 1937: Panowie do towarzystwa (Personal Property)
- 1937: Call It a Day
- 1938: Przygody Robin Hooda (The Adventures of Robin Hood)
- 1938: Return of the Frog
- 1939: Nie jesteśmy sami (We Are Not Alone)
- 1940: It All Came True
- 1940: Lillian Russell
- 1940: Sokół Morski (The Sea Hawk)
- 1940: He Stayed for Breakfast
- 1941: Rudowłosa (The Strawberry Blonde)
- 1941: Her First Beau
- 1941: Kisses for Breakfast
- 1941: Three Girls About Town
- 1942: Zawsze w mym sercu (Always in My Heart)
- 1942: Zagubione dni (Random Harvest)
- 1942: Mój ulubiony szpieg (My Favourite Spy)
- 1943: Forever and a Day
- 1943: To jest mój kraj (This Land Is Mine)
- 1943: Holy Matrimony
- 1943: Guwernantka (Government Girl)
- 1944: Duch Canterville (The Canterville Ghost)
- 1944: My Pale Wolf
- 1945: Dzwony Najświętszej Marii Panny (The Bells of St. Mary’s)
- 1946: W niewoli uczuć (Of Human Bondage)
- 1946: Child of Divorce
- 1946: The Return of Monte Cristo
- 1947: Unexpected Guest
- 1947: Lost Honeymoon
- 1947: Banjo
- 1947: The Corpse Came C.O.D.
- 1947: Ivy
- 1948: Fighting Father Dunne
- 1948: Przygody Don Juana (Adventures of Don Juan)
- 1952: Ha da venì… don Calogero!
- 1957: Świadek oskarżenia (Witness for the Prosecution)